# Библиография Карла Линнея

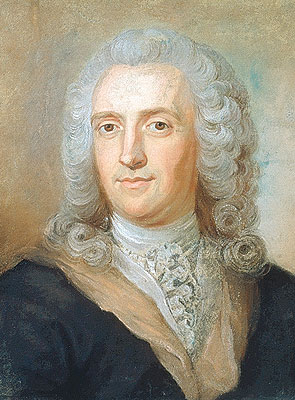
Портрет Карла Линнея (1753) кисти шведского художника Густафа Лундберга

Библиография Карла Линнея (1707—1778) — выдающегося шведского естествоиспытателя, основоположника научной классификации живых организмов и создателя единой системы классификации растительного и животного мира — включает работы по ботанике, зоологии, медицине, а также его автобиографические сочинения и книги с описанием его путешествий по родной стране.
Число сочинений Линнея очень велико, при этом часть сохранившихся рукописей Линнея публиковалась ещё в течение длительного периода после его смерти, вплоть до начала XX века. Кроме того, помимо работ, вышедших под его именем, имеется немало таких, к содержанию или структуре которых он имел непосредственное отношение, но которые были опубликованы под именами его учеников. Наиболее полным библиографическим справочником по работам Карла Линнея является работа Б. Солсби, изданная в 1933 году Британским музеем.

## Общие сведения
Уже первая научная работа Линнея — рукописное сочинение Praeludia sponsaliorum plantarum (с лат. — «Введение в половую жизнь растений»), написанное им в конце 1729 года и представляющее собой обзор мнений относительно вопроса пола у растений, — вызвала большой интерес в академических кругах Уппсалы (первая публикация сочинения состоялась только в 1908 году). Первой опубликованной работой Линнея стала Florula Lapponica (с лат. — «Краткая лапландская флора») — каталог растений, которые были собраны им во время своей одиночной экспедиции в Лапландию 1732 года. Это сочинение было включено в издание Уппсальского королевского научного общества Acta Litteraria Sueciae, вышедшее в 1732 года.
Значительную часть сочинений Линнея можно отнести к описательной естественной истории, особенно к той её части, которая связана с научной инвентаризацией природных тел. Часть его работ посвящена теоретическим (в том числе методологическим) основам инвентаризации природы, часть — практическому воплощению этих идей. Кроме того, Линнея является автором нескольких автобиографий (все написаны в третьем лице).
Написаны научные сочинения Линнея в подавляющем большинстве на латинском языке. Часть сочинений, в том числе описания его путешествий, написаны на шведском языке; эти дневниковые записи, наполненные конкретикой, изложенные ясным языком и богатые противопоставлениями, высоко ценятся в Швеции, до сих пор переиздаются и читаются.

## Важнейшие работы Линнея
Ниже приведён перечень 18 работ Карла Линнея в соответствии с «Перечнем важнейших работ Линнея» из книги Е. Г. Боброва «Карл Линней. 1707—1778» (1970), в котором выделено 14 его сочинений, и в соответствии со статьёй о Линнее в Большой российская энциклопедии (2010), в которой упомянуты 16 его сочинений.
Условные обозначения:
- Год — год первого издания (формальный, соответствующий указанному в издании; нередко отличается от фактического года издания)
- Язык — основной язык сочинения

| Год       | Краткое наименование на языке оригинала | Язык      | Краткое наименование на русском языке               | Краткое содержание |
| --------- | --------------------------------------- | --------- | --------------------------------------------------- | --- |
| 1735      | Systema naturæ                          | латинский | «Система природы»                                   | Оригинальная классификация («систематическое расположение по классам, отрядам, родам и видам») трёх царств природы — минерального, растительного и животного; основополагающее сочинение в традиции научной биологической систематики. 13 изданий, в том числе 12 прижизненных. Условная дата 10-го издания этой книги (1 января 1758 года) принята за исходный пункт (начальную дату исчисления приоритета) зоологической номенклатуры |
| 1736      | Bibliotheca Botanica                    | латинский | «Библиотека ботаники» («Ботаническая библиотека»)   | Библиографический ботанический справочник (библиографический указатель), построенный на основе оригинальной категоризации. По мнению биографа Линнея Ф. А. Стафлё, это «краткая история ботаники в сухом, перечислительном, но очень эффективном стиле». Фактически книга была издана в 1735 году; в 1747 году было осуществлено так называемое «новое» исправленное издание, в 1751 году вышло «второе издание» (фактически третье) — «дополненное и исправленное» |
| 1736      | Fundamenta Botanica                     | латинский | «Основания ботаники» («Основы ботаники»)            | Подробное изложение Линнеем своих идей по преобразованию ботанической таксономии. Фактически книга была напечатана в 1735 году. Второй частью «Оснований ботаники» является сочинение Classes plantarum (с лат. — «Классы растений»), вышедшее в 1738 году |
| 1737      | Critica Botanica                        | латинский | «Критика ботаники» («Ботаническая критика»)         | Руководство по «правильному» выбору (составлению) названий видов и родов растений, а также сведения о том, как отличить вид растения от разновидности. По словам самого Линнея, данная работа является дополнением к главам VII—X труда Fundamenta Botanica — разъяснением параграфов с 210 по 324 |
| 1737      | Genera Plantarum                        | латинский | «Роды растений»                                     | Описание родов растений на основе особенностей генеративных органов. В автобиографических материалах Линней писал, что «ботаники считали, что одних генеративных частей растений недостаточно для того, чтобы распознать роды, и что нужно принимать во внимание листья и облик растений, до тех пор, пока Линней [он писал о себе в третьем лице] не показал им другое». Девять изданий, в том числе шесть прижизненных |
| 1737      | Hortus Cliffortianus                    | латинский | «Сад Клиффорда»                                     | Описание растений сада и гербария голландского банкира, одного из директоров голландской Ост-Индской компании, ботаника-любителя Джорджа Клиффорда (1685—1760) в Гартекампе. Кроме того, в книгу вошло описание библиотеки Клиффорда. Работа иллюстрирована гравюрами Яна Ванделаара по рисункам Георга Эрета и самого Ванделаара |
| 1737      | Flora Lapponica                         | латинский | «Лапландская флора» («Флора Лапландии»)             | Обзор растительного мира Лапландии, написанный по результатам Лапландской экспедиции Линнея (1732). Содержит описание 534 видов (из которых около ста были описаны впервые), сгруппированных в соответствии с половой системой, разработанной самим автором. Стала первым образцом «флоры» как жанра ботанической литературы, при этом принципы построения сочинения используются до настоящего времени. Второе издание (1792) было существенно дополнено Дж. Смитом |
| 1738      | Classes plantarum                       | латинский | «Классы растений»                                   | Изложение различных систем классификации растений — и их сопоставление с разработанной самим Линнеем собственной системой классификации, построенной на основе количественного и качественного учёта половых признаков растений. Является второй частью работы Линнея Fundamenta Botanica |
| 1745      | Flora Svecica                           | латинский | «Шведская флора» («Флора Швеции»)                   | Обзор растительного мира Швеции, первое сочинение подобного жанра для этого государства. В работе описано 1140 видов растений (во втором издании — 1297); их унифицированные описания содержат видовые и местные названия, синонимы, сведения о распространении, хозяйственном и медицинском использовании. Вышло два издания (второе — в 1755 году, его главным отличием стало последовательное использование для всех видов биноминальной номенклатуры. Линней писал, что это сочинение «точно учит нас тому, что именно растёт в нашей стране и чего мы не знали прежде» |
| 1746      | Fauna Svecica                           | латинский | «Фауна Швеции»                                      | Обзор животного мира Швеции, первое сочинение подобного жанра для территории этого государства. |
| 1749—1790 | Amoenitates academicae                  | латинский | «Академические досуги»                              | Десятитомное собрание диссертаций, написанных Линнеем для своих студентов и отчасти самими студентами. Семь томов вышли при жизни учёного, ещё три тома — уже после его смерти |
| 1749      | Materia medica                          | латинский | «Лекарственные вещества» («Медицинские вещества»)   | Классическое руководство по фармакологии в целом и по фармакогнозии в частности; было написано Линнеем в качестве учебного пособия для курса, который он читал по лекарственным веществам в Уппсальском университете. Первая в истории науки работа, содержащая систематизированные (в научном смысле) сведения о лекарственных средствах растительного происхождения |
| 1751      | Philosophia botanica                    | латинский | «Философия ботаники» («Ботаническая философия»)     | Научная работа и, одновременно, учебное руководство с детальным изложением принципов описания и именования растений, одно из наиболее выдающихся его сочинений, одна из основополагающих работ в области биологической систематики. В этой книге, построенной как сборник 365 афоризмов, снабжённых комментариями и системой перекрёстных ссылок, детально излагаются принципы описания и именования растений |
| 1753      | Species plantarum                       | латинский | «Виды растений»                                     | Работа в двух томах, содержащая описание всех растений, известных на момент издания. Растения расположены в соответствии с половой системой классификации, разработанной самим Линнеем; для каждого вида приведено имя, состоящее из двух частей — названия рода, к которому этот вид относится, и видового эпитета. Вышло шесть изданий, в том числе три прижизненных. Условная дата публикации первого издания, 1 мая 1753 года, принята за исходный пункт ботанической номенклатуры                                                                                      |
| 1759      | Genera morborum                         | латинский | «Роды болезней»                                     | Руководство по распознаванию болезней по их внешнему проявлению; наиболее важная из работ Линнея на медицинские темы. Методологические приёмы классификации, ранее применявшиеся им по отношению к растениям, животным и минералам, здесь применены в отношении болезней. В представленной в этом сочинении «Системе болезней» классы делятся на отряды, те — на роды, последние — на виды |
| 1766      | Clavis Medicinae duplex                 | латинский | «Двойной ключ медицины» («Двойной ключ к медицине») | Определитель болезней и медицинский компендиум (сжатое изложение основных положений медицины), а также краткий обзор лекарственных средств с указанием их особенностей и оказываемого ими действия. Наиболее важная работа Линнея в области медицины после Genera morborum. Работа была написана как конспект лекций по общей патологии и терапии, которые Линней читал в Уппсальском университете. Известно несколько переизданий (1767, 1788, 1793, 1907) |
| 1774      | Systema Vegetabilium                    | латинский | «Система растений»                                  | Отдельное издание ботанической части «Системы природы», выдержавшее несколько переизданий, в каждое из которых вносились изменения и дополнения. Второе и последующие издания вышли уже после смерти Линнея; последнее издание Systema Vegetabilium вышло в семи томах в 1817—1830 годах |
| 1811      | Iter Lapponicum                         | шведский  | «Лапландское путешествие» («Лапландский поход»)     | Дневник Линнея, который он вёл на протяжении своей одиночной экспедиции по Лапландии в 1732 году. Был написан на шведском языке, впервые издан на английском языке в 1811 году под названием Lachesis Lapponica: A Tour in Lapland (с англ. — «Лапландская Лахесис: путешествие в Лапландию»), в 1913 году впервые издан на языке оригинала. Представляет значительную этнографическую ценность |

## Комментарии
1. 1 2 3 4 5 6 7 8 9 10 11 12 13 14 15 16  Указание на это произведение имеется в статье про Карла Линнея в Большой российской энциклопедии[7].